# 私人間効力
私人間効力（しじんかんこうりょく）とは、憲法の規定を私人間（しじんかん）において直接に適用すること、また、そのような適用が許されるか否かという論点を指して言う場合もある。第三者効力ともいう。
憲法は本来、その国家を設置した国民自身が自らの国家権力を監督するためのものである。よって憲法が適用される典型的場面は「私人対国家」である。しかし、「私人」相互において社会的格差が生じている現代においては、人権侵害が生じる場面は対国家には限られず、私人相互の関係（たとえば、巨大企業対労働者の関係など）においてもその適用が問題となる。これが「私人間効力」の問題である。

## 学説
間接効力説（間接適用説）
裁判例では、私的自治ないし契約自由の原則などへの配慮から、憲法の規定を直接に適用するのではなく、公序良俗違反（民法第90条）などの解釈・適用において憲法の趣旨を考慮する形をとる。
私的自治の原則と人権保障の調和の観点から、直接効力説や無効力説よりも優れているとされ、通説としての地位を占めてきた。もっとも間接効力説は媒介となる私法の一般条項にどの程度、憲法の趣旨を斟酌するのかでその内容は大きく異なる。
憲法の目的たる人権保障の要請を重視して斟酌の度合いを強めればその実質は直接効力説と大差なく、逆に私的自治の要請を重視すれば無効力説に等しい帰結を生むことになる。
このため、直接効力か間接効力かという議論はあまり意味はなく、私人間への適用を前提にした上で矛盾衝突する人権の調和を図るための比較衡量の基準をこそ探求すべきだとする指摘もなされている。
直接効力説
憲法の規定が私人間において直接に適用されるとする説。
無効力説
憲法の規定が私人間において直接に適用されないとする説。
また、ある特定の形態の私的な人権侵害行為が裁判事件になり、裁判所でそれが是認されて司法的に執行されることになる場合には、その執行は違憲の国家行為になると考え、司法の介入を拒否することによって私的行為を憲法で抑制するものだとする司法的執行の理論もある。これはアメリカの判例からの考えであるが、日本においても、元々私人間の紛争であっても、裁判所による賠償命令・差止命令・強制執行等に至った場合、間接適用説・無適用説の立場に立ったとしても「公権力の介入」とみなし、もはや私人間効力の問題ではないとして憲法が直接適用されるという考えが一般的である。

## 直接適用
間接効力説でも次の場合は直接適用があるとされる。
- 投票の秘密（憲法15条）
- 奴隷的拘束・苦役からの自由（憲法18条）
- 個人の尊厳と両性の平等（憲法24条）
- 児童酷使の禁止（憲法27条3項）
- 労働基本権（憲法28条）
- 前節の司法的執行の理論に基づき、上記で例示した規定以外でも、裁判所による介入があった場合